# Illes Medes
De Islas Medas, Illes Medes of Medes-eilanden (Medes in het Catalaans), vormen een archipel van zeven eilanden in het Natuurpark El Montgrí, les Illes Medes i el Baix Ter. Deze bevinden zich op ongeveer één kilometer voor de badplaats L'Estartit, aan de Costa Brava (Spanje) in de Middellandse zee.
De totale oppervlakte is ongeveer 23 ha. Er is geen haven, noch een strand op de eilanden. De eilanden hebben vroeger gediend als uitvalsbasis voor piraten.
Ze zijn onbewoond sinds 1934. De namen van de eilanden zijn (in het Spaans): el Medellot, Meda Petita, Meda Grande (het grootste), Ferrenelles, el Tascó Gros, el Tascó petit en el Carall Bernat.

## Zeereservaat
Sinds 1983 zijn de Medes-eilanden een zeereservaat. De bescherming van dit gebied heeft een spectaculair herstel van de rijkdom van de zeebodem en van vele met uitsterven bedreigde diersoorten zowel van het water- als landmilieu mogelijk gemaakt. Dit maakt dat alle duikactiviteiten alsmede boottochten erg aantrekkelijk zijn. De eilandengroep is door zijn flora en fauna een bekend duikoord.

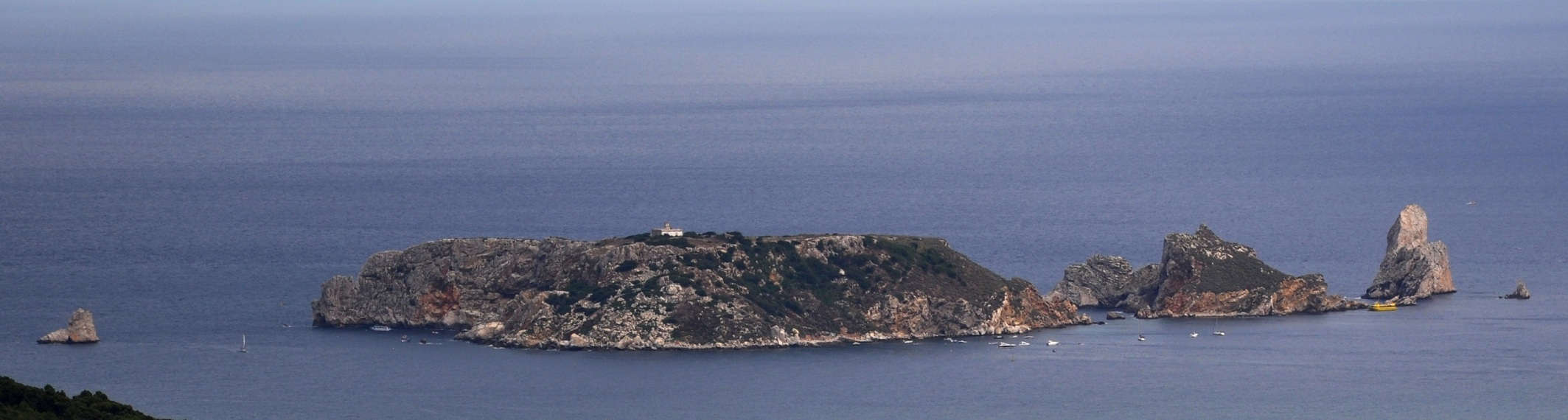
De Medes Eilanden gezien vanaf het Montgrí-Massief. Deze foto bevat gegevens met namen en hoogtes van de eilanden, klik hier.

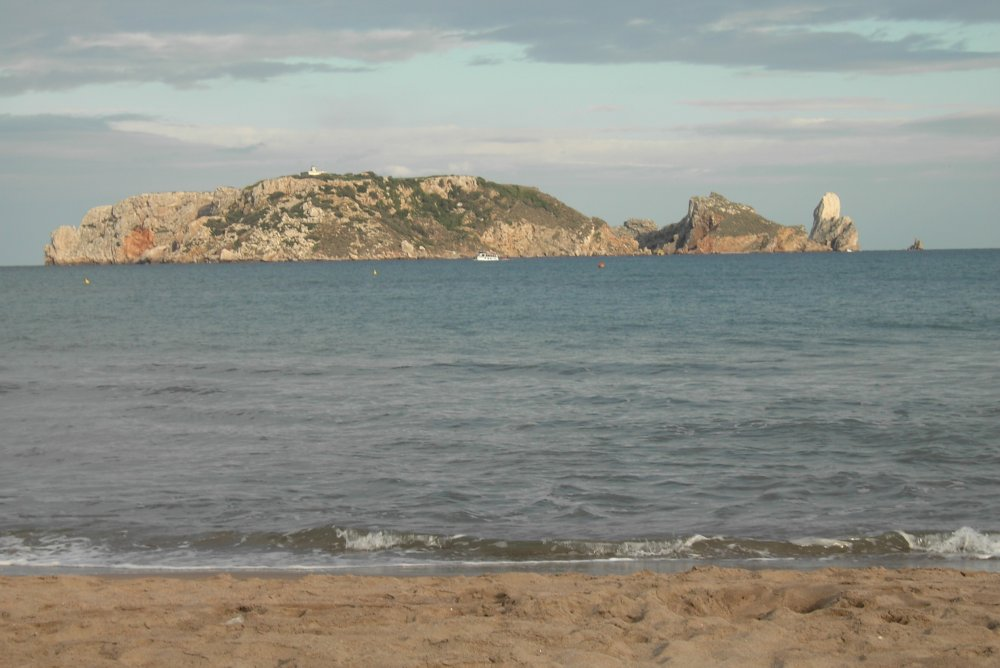
Zicht op de eilanden vanaf het strand van L'Estartit

## Geschiedenis
Nu woont er niemand meer op de eilanden, maar overblijfselen van schipbreuken tonen aan dat het een doorgangszone was voor Griekse schepen. Gevonden tranenkruikjes en mensenbotten geven te denken dat het ook als begraafplaats werd gebruikt. In de 15de eeuw werd er op de Meda Gran een fort gebouwd, dat werd bewoond door ridders van het Heilig Graf. Toen de monniken van het Heilig Graf het fort verlieten werden er nog talloze piratenaanvallen gepleegd en in de 16de eeuw stortte dat deel van de Meda Gran in en dus ook het fort dat daarop was gebouwd. Tijdens oorlogen in de 18de eeuw werd het als gevangenis gebruikt en tot 1890 als militair garnizoen. Tegenwoordig zijn de Medes-eilanden onbewoond.

## Vuurtoren
Tot 1930 woonde er op de Meda Gran een vuurtorenwachter. De eerste vuurtoren werd in 1866 gebouwd, tijdens de periode van Isabella II. Later werd deze gerenoveerd en tegenwoordig werkt hij op zonne-energie.